# Garmisch-Partenkirchen
Garmisch-Partenkirchen Németország déli részén fekvő város, bajorországi télisport központ és üdülőhely, Garmisch-Partenkirchen körzet közigazgatási központja.

## Fekvése
A város Felső-Bajorország régióban, Ausztria határán fekszik, 700–710 m tengerszint feletti magasságban. A Bajor-Alpok hegyei veszik körül: Wank (1870 m), Eckbauer (1239 m), Kreuzeck (1652 m), Alpspitze (2626 m). A közelében van Németország legmagasabb hegycsúcsa, a Zugspitze (2962 méter). A város két korábbi város egyesítésével jött létre. A nyugati Garmischt szeli át a Loisach folyó, a keleti Partenkirchent pedig a Partnach patak, amely a Loisachba ömlik.

## Népesség
| Lakosok száma | 25 142 | 26 885 | 25 668 | 25 901 | 26 319 | 26 821 | 27 024 | 27 194 | 27 482 | 27 509 |
|               | 1950   | 1970   | 2011   | 2012   | 2014   | 2015   | 2017   | 2019   | 2022   | 2023   |

## Története
Garmisch és Partenkirchen sokáig különálló települések voltak. Partenkirchent először az i. sz. 15-ben említik, mint a római kori Partanum városát, amely a Velence–Augsburg kereskedelmi út mentén feküdt. A város mai főutcája, a Ludwigstrasse az eredeti római utat követi. Garmischt a 9. században említik először Germaneskau néven, ami a teutonok településére utal a völgy nyugati végén.
A vidék Freisink püspök befolyása alá került, és Werdenfels várából igazgatta a pfleger, azaz a püspök megbízottja. A 16. században a terület a kereskedelem visszaesése, a nehezen megmunkálható ingoványos föld, az állattenyésztést nehezítő vadállatok nagy száma miatt évszázados gazdasági válságba került, amit még fokoztak a gyakori járványok. Ugyanakkor boszorkányhisztéria is terhelte a helyzetet, 1589 és 1596 között 63 „boszorkányt” – a lakosság több mint tíz százalékát – végeztek ki. A kivégzések miatt kialakult ellenszenv, sőt rettegés miatt a Werdenfels várat az 1750-es években lebontották, köveiből épült a barokk Neue Kirche (Új templom) a Marienplatzon, mely 1752-re készült el. A közelben már állt az eredetileg pogány templom alapjain épült Alte Kirche (Régi templom), amit ezután raktárként és fegyvertárként használtak, de azóta újból felszentelték.
Garmischt és Partenkirchent 1935-ben egyesítették Hitler parancsára, az 1936. évi téli olimpiai játékok miatt. A két város lakói még ma is szeretik megkülönböztetni egymástól magukat, a partenkircheniek egyenesen sérelmezik, amikor – főleg a külföldiek – csak Garmischként emlegetik a települést. A külső szemlélő számára feltűnhet, hogy Partenkirchen régiesebb, míg Garmisch modernebb hangulatú és kinézetű.

## Közlekedés
A város a B2-es gyorsforgalmi úton közelíthető meg, amely az A95-ös autópálya folytatása. Vasúton München felől a München–Garmisch-Partenkirchen-vasútvonalon, Innsbruck felől a Mittenwaldbahn vonalon, Kempten felől a Außerfernbahn vasútvonalon közelíthető meg. Távolsági autóbuszjáratokon is elérhető, utóbbiakat szezonális járatokkal sűríteni szokták. A városból indul a híres Bayerische Zugspitzbahn is.

## Sport

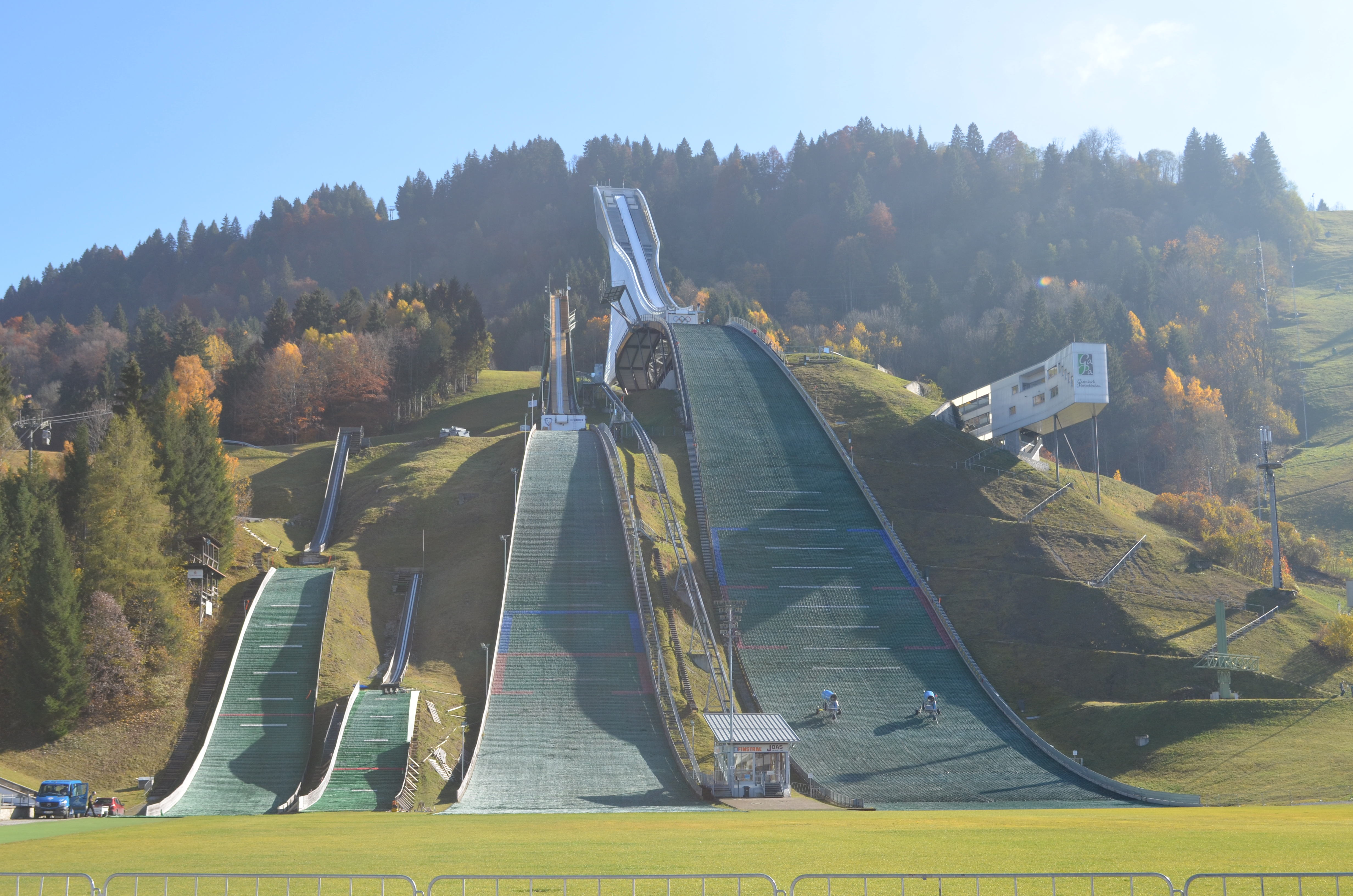
A nagy olimpiai sánc

Garmisch-Partenkirchen volt az 1936-os téli olimpia helyszíne, amikor először szerepelt az alpesisí az olimpia műsorán. Azóta is kedvelt síközpont, északi- és alpesisí világversenyek és a hagyományos síugró Négysáncverseny január 1-jei helyszíne. Az alpesisí világbajnokságok közül itt rendezték az 1978. és a 2011. évi rendezvényt. Garmisch-Partenkirchen pályázott a 2018-as téli olimpia megrendezésére. Sístadion, jégstadion, három síugró sánc, bobpálya van a városban, illetve a környéken.
A város nemcsak a versenysportok számára nyújt helyszínt, de az amatőr sportkedvelők (sí, hódeszka, hegymászás, turisztika) számára is kedvelt hely. Van itt golfpálya is, és itt található Európa legnagyobb, 20 000 négyzetméter vízfelületű fürdőkombinátja.
A város 1928-ban alapított labdarúgócsapata az FC Garmisch-Partenkirchen.

## Híres emberek
- Michael Ende, író
- Magdalena Neuner, olimpiai és világbajnok, világkupa-győztes biatlonista
- Miriam Gössner, biatlonista
- Maria Riesch, alpesisíző
- Susanne Riesch, alpesisíző
- Hans-Joachim Stuck, autóversenyző
- Richard Strauss, zeneszerző
- Karl Popper, filozófus
- Felix Neureuther, alpesi síző
- Laura Dahlmeier, biatlonista, vilàgbajnok, olimpiai bajnok

## Fordítás
- Ez a szócikk részben vagy egészben  a   Garmisch-Partenkirchen című angol Wikipédia-szócikk ezen változatának fordításán alapul.  Az eredeti cikk szerkesztőit annak laptörténete sorolja fel. Ez a jelzés csupán a megfogalmazás eredetét és a szerzői jogokat jelzi, nem szolgál a cikkben szereplő információk forrásmegjelöléseként.